# دريت رالي
دريت رالي (بالإنجليزية: Dirt Rally)‏ ، هي لعبة فيديو إلكترونية من نوع سباق السيارات طورها ونشرها شركة كودماسترز البريطانية ، تعمل لأنظمة مايكروسوفت ويندوز الذي توفر في متجر ستيم ، وبلاي ستيشن 4 وإكس بوكس ون.

## مصدر
1. ↑  Humble Store (بالإنجليزية), QID:Q42328566
2. ↑  ستيم، 1.0.0.81، 1.0.0.82، 12 سبتمبر 2003، QID:Q337535
3. ↑  "All PS Now games A-Z" (بالإنجليزية). Archived from the original on 2021-07-03. Retrieved 2021-07-05.
4. ↑  Scammell، David (7 ديسمبر 2015). "DiRT Rally drifts on to PS4 & Xbox One in April 2016". VideoGamer.com. مؤرشف من الأصل في 2016-07-31. اطلع عليه بتاريخ 2015-12-07.

## وصلة خارجية
- الموقع الرسمي